# 東京都道43号立川東大和線
東京都道43号立川東大和線（とうきょうとどう43ごう たちかわひがしやまとせん）は、東京都立川市羽衣町二丁目から東大和市蔵敷に至る都道（主要地方道）である。大部分が多摩南北道路に位置づけられている都市計画道路立川東大和線に該当する。

## 概要
立川八小前交差点以南と上北台駅付近以北は2つの経路に分かれ、前者は高松駅北交差点でさらに二手に分かれる。
ほとんどの区間は都市計画道路立川3・3・30号立川東大和線に沿っている。都道の起点から西武バス営業所交差点の間は右左折を繰り返す経路となっているが、都市計画道路は現在の起点の少し西を通過し立川三中北付近の立川南通りとの交差点が都市計画道路起点となる。そこからは都市計画道路国立3・3・15号線狛江国立線と一続きとなる計画である。また終点側は現在は青梅街道の丁字路までが都道であるが、そこから一直線に多摩湖の村山上ダム堤まで伸びる計画である。
緊急輸送道路として、当道の内、芋窪街道区間は全て第一次緊急輸送道路、立東大通り含む起点から西武バス営業所交差点までの区間で第三次緊急輸送道路に分類されている。

## 路線データ
- 延長：7,831 m
- 起点：東京都立川市羽衣町二丁目 東京都道145号立川国分寺線交点（羽衣町二丁目交差点）
- 終点：東大和市蔵敷二丁目 東京都道5号新宿青梅線（青梅街道）交点（蔵敷公民館北交差点）
- 都市計画道路名：立川3・3・30（芋窪街道区間）

## 路線状況

### 通称
- 芋窪街道（東京都通称道路名設定公告整理番号103）（高松町二丁目交差点から蔵敷公民館北交差点[2]まで）
- 立東大通り（羽衣町二丁目交差点から多摩車検事務所前交差点まで）

### バイパス
- 立川市泉町（市民体育館交差点南方） - たちかわ中央公園交差点の北
- 立川市泉町（高松駅北交差点） - 東京都道153号立川昭島線支線（中央南北道路）交点（立川市役所交差点）
- 東京都道5号新宿青梅線（新青梅街道）交点（上立野東交差点） - 東京都道5号新宿青梅線（青梅街道）交点（蔵敷公民館北交差点） - 2006年（平成18年）4月29日開通

### 重複区間
- 東京都道16号立川所沢線（立川通り）（西武バス営業所交差点 - 高松町二丁目交差点北方）
- 東京都道5号新宿青梅線（新青梅街道）（上立野東交差点 - 上立野交差点）

### 橋梁
- 清瀬院橋（玉川上水）
- 立野橋（堀川）

### 交通量
- 2010年（平成22年）度時点での、道路交通センサスによる立川東大和線の交通量データは、以下のとおりである[3]。

| 観測地点             |                |          |          |          |         |         |        |   |
| 大型車台数上下       | 小型車台数上下 | 二輪車類 | 自転車類 | 歩行者類 | 車道部  | 歩道部  | 車線数 |   |
| 国立市北3-35-10      | 488台          | 4,394台  | -        | 884台    | 1,548人 | 7.50 m  | 1.50 m | 2 |
| 東大和市桜が丘4-43-1 | 2,112台        | 15,392台 | 583台    | 4台      | -       | 14.50 m | 3.00 m | 2 |

（交通量についてはいずれも12時間計）

## 地理

### 通過する自治体
- 東京都
  - 立川市
  - 国立市
  - 東大和市

### 交差する道路

#### 本線

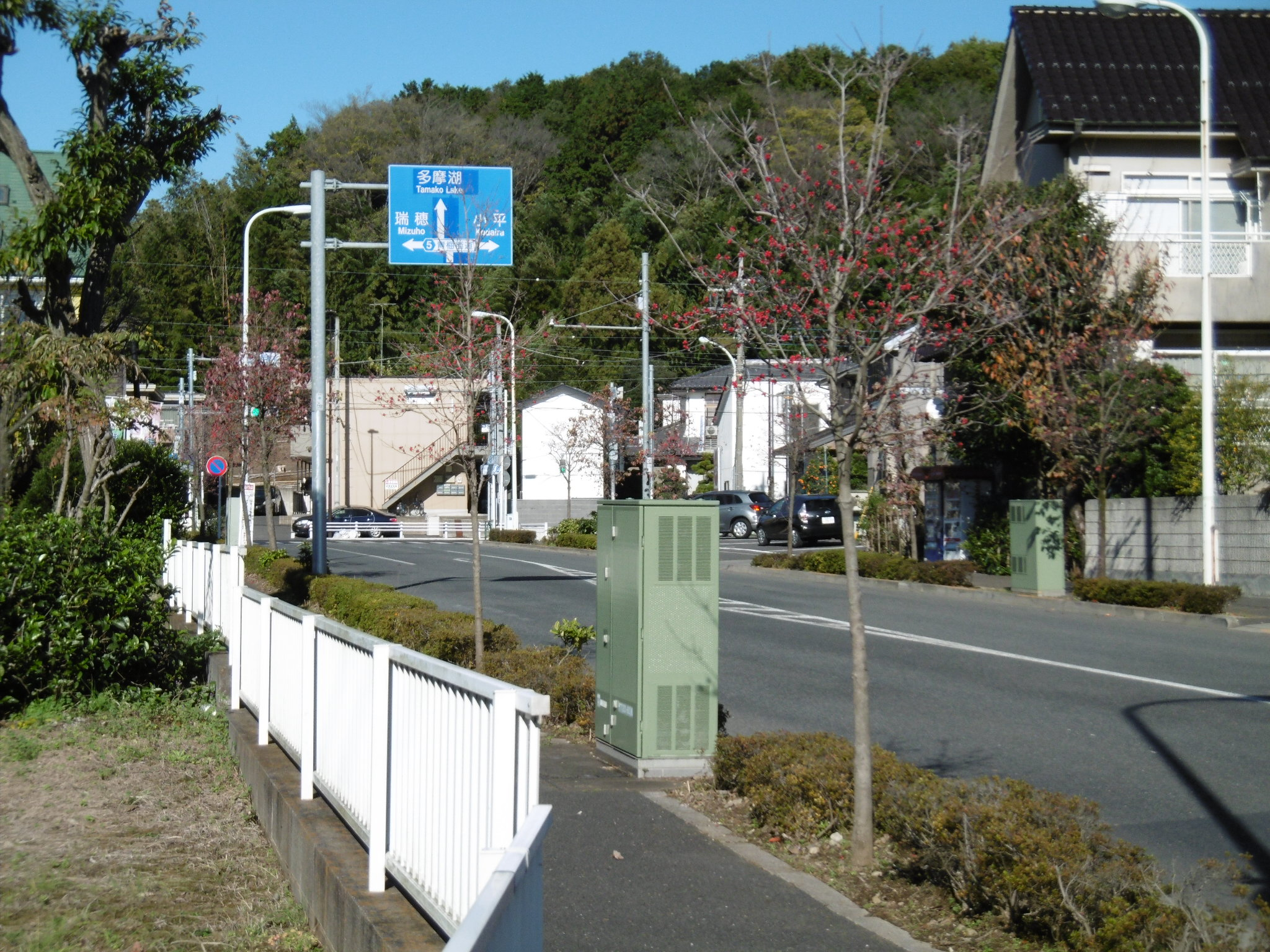
立川東大和線の終点付近。東京都道5号新宿青梅線（青梅街道）に接続する。

| 接続する道路                            | 接続する道路                            | 交差点名       | 所在地   | 所在地   |
| --------------------------------------- | --------------------------------------- | -------------- | -------- | -------- |
| 東京都道145号立川国分寺線（羽衣通り）   | 東京都道145号立川国分寺線（羽衣通り）   | 羽衣町2丁目    | 東 京 都 | 国立市   |
| 東京都道16号立川所沢線（立川通り）      | 東京都道16号立川所沢線（立川通り）      | 西武バス営業所 | 東 京 都 | 立川市   |
| 東京都道16号立川所沢線（立川通り）      | -                                       | 高松町2丁目    | 東 京 都 | 立川市   |
| 東京都道7号杉並あきる野線（五日市街道） | 東京都道7号杉並あきる野線（五日市街道） | 砂川七番       | 東 京 都 | 東大和市 |
| 東京都道5号新宿青梅線（新青梅街道）     | 東京都道5号新宿青梅線（新青梅街道）     | 上立野東       | 東 京 都 | 東大和市 |
| 東京都道5号新宿青梅線（新青梅街道）     | 東京都道5号新宿青梅線（新青梅街道）     | 上立野         | 東 京 都 | 東大和市 |
| 東京都道5号新宿青梅線（青梅街道）       | 東京都道5号新宿青梅線（青梅街道）       | 蔵敷公民館北   | 東 京 都 | 東大和市 |

#### バイパス
| 接続する道路                            | 接続する道路            | 交差点名 | 所在地 | 所在地 |
| --------------------------------------- | ----------------------- | -------- | ------ | ------ |
| 東京都道153号立川昭島線                 | 東京都道153号立川昭島線 |          | 東京都 | 立川市 |
| 東京都道153号立川昭島線（中央南北道路） |                         |          | 東京都 | 立川市 |

多摩都市モノレール線 上北台駅 - 高松駅の区間は、本道路の上に建設されている。